# シラセート・パントゥラアンポーン
シラセート・パントゥラアンポーン (英語:Siraseth Pantura-Umporn、タイ語:สิรเศรษฐ ปัณฑุรอัมพร 1982年-) は、タイの現代音楽の作曲家。

## 略歴
作曲はほとんど独学で学んでおり、後にタイの重鎮ウェラチャート・ダーマブトラに師事した。第23回入野賞を受賞。日本で演奏されて注目を浴びる。タイのチュラーロンコーン大学を卒業した。2014年には武満徹作曲賞第4位を受賞して、再来日を果たした。

## 作風
管弦楽曲を得意とし、打楽器を冒頭から頻繁に用いてけたたましい轟音を鳴り響かせるのが特徴。室内楽曲でもヴィブラフォンソロ曲「untitled 1/2544」のように音量に頼るが、なおかつ旋法的であり、東南アジア的な音響語法を持つ。近年作品では敬虔な仏教徒らしく作曲に仏暦を使うなどの工夫が見られる。